# 独孤郁
独孤郁（775年—814年），字古风，唐朝官员。河南（今河南省洛阳市）人。兄独孤朗，父亲礼部员外郎独孤及。
贞元十四年（798年）登进士第。文章有父风，舍人权德舆看好他，把女儿嫁给了他。贞元末年，为监察御史。
元和初年，应制举才识兼茂、明于体用，考中入第四等，拜为左拾遗。太子司议郎杜从郁拜担任左补阙，独孤郁于是上奏：「杜从郁是宰臣杜佑之子，父亲是宰执，杜从郁不宜担任谏官。」于是改为左拾遗，他又上奏：「补阙和拾遗，资品虽不同，同是谏官，如果时政或有得失，不可以子论父。」杜从郁最后改作他官。
元和四年（809年），转任右补阙，又与同僚上书说中官吐突承璀不宜为河北招讨使，于是改为招抚宣慰使。
元和五年（810年），兼史馆修撰。后来充翰林学士，转任起居郎。权德舆担任宰相，独孤郁以岳父辞内职。唐宪宗说：「权德舆有此佳婿。」于是诏令宰相在士族之家为公主选驸马。独孤郁担任考功员外郎，充史馆修撰、判馆事，预修《德宗实录》。
元和七年（812年），以本官知制诰。元和八年（813年），转任驾部郎中。其年十月，召为翰林学士。元和九年（814年），因病辞翰林学士。十一月，改为秘书少监，去世，年四十岁，赠绛州刺史。其子独孤庠，进士及第，大中之后，官至侍郎。

## 延伸阅读
[在维基数据编辑]
 在维基文库阅读此作者作品
 《舊唐書·卷168》，出自刘昫《舊唐書》